# Reopeksja
Reopeksja (antytiksotropia) - własność niektórych płynów nienewtonowskich do tworzenia struktury molekularnej w wyniku ścinania, przy czym energia ścinania nie może przekroczyć wartości charakterystycznej dla danego materiału (w wypadku jej przekroczenia może nastąpić zniszczenie struktury). Jest to własność w przybliżeniu odwrotna do tiksotropii.
W praktyce oznacza to zastyganie substancji (zwiększenie lepkości) w wyniku np. umiarkowanego mieszania, następujące szybciej niż w innych warunkach.
Przykładem substancji ulegających reopeksji są m.in. zawiesiny gipsu, tlenku wanadu (V) i bentonitu.